# 스윙 음악

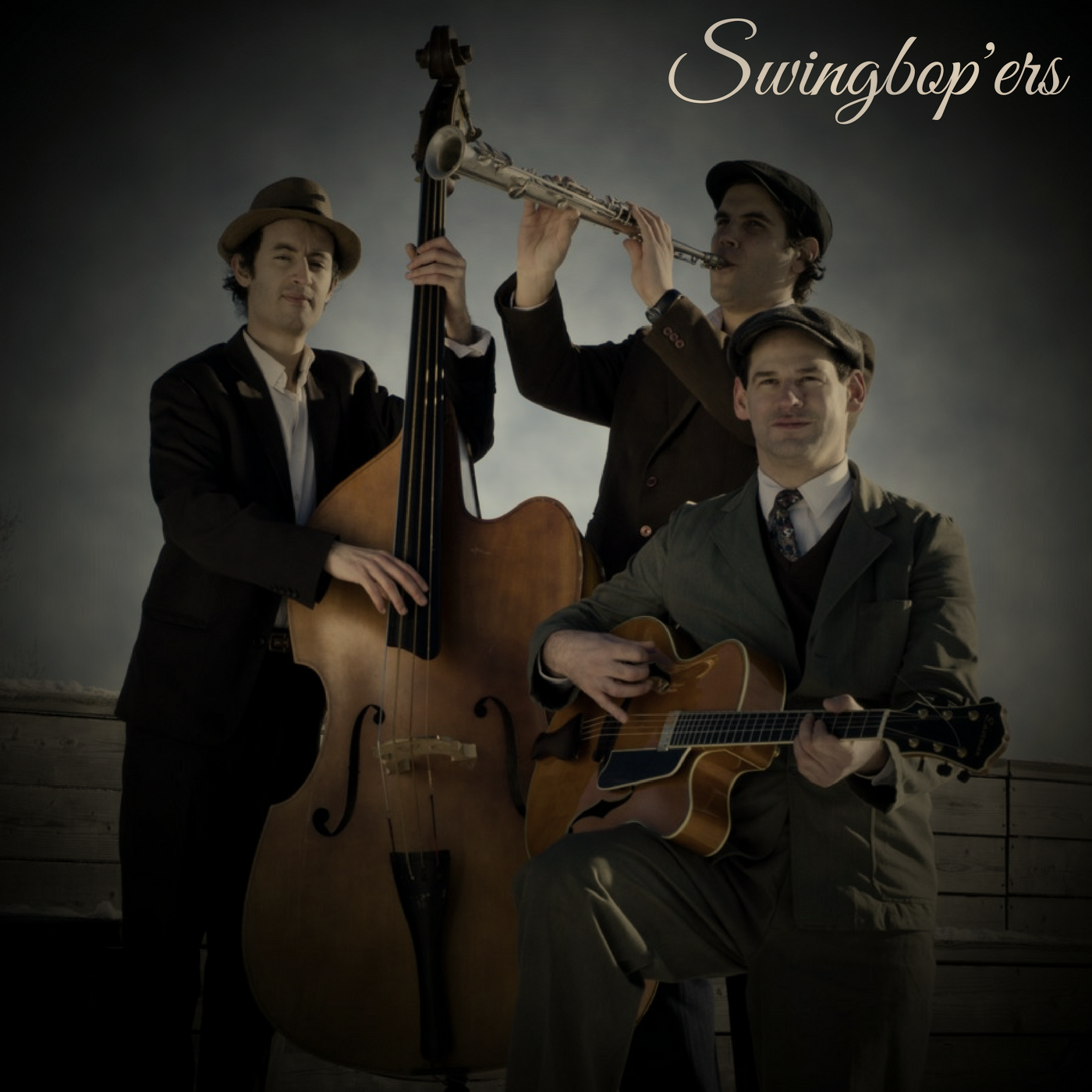

스윙 음악(swing music)은 1930년대에서 1940년대 초에 걸쳐 대유행한 재즈 형태의 하나이다. 유명 음악가로는 베니 굿맨이나 루이 암스트롱이 있다.

## 같이 보기
- 린디홉
- 빅밴드
- 집시 재즈
- 스윙댄스
- 잃어버린 세대